# Großer Preis von Spanien 2018
Der Große Preis von Spanien 2018 (offiziell Formula 1 Gran Premio de España Emirates 2018) fand am 13. Mai auf dem Circuit de Barcelona-Catalunya in Montmeló statt und war das fünfte Rennen der Formel-1-Weltmeisterschaft 2018.

## Bericht

### Hintergründe
Nach dem Großen Preis von Aserbaidschan führte Lewis Hamilton in der Fahrerwertung mit vier Punkten vor Sebastian Vettel und mit 22 Punkten vor Kimi Räikkönen. In der Konstrukteurswertung führte Ferrari mit vier Punkten vor Mercedes und mit 59 Punkten vor Red Bull Racing.
Beim Großen Preis von Spanien stellte Pirelli den Fahrern die Reifenmischungen P Zero Medium (weiß), P Zero Soft (gelb), P Zero Supersoft (rot) sowie für Nässe Cinturato Intermediates (grün) und Cinturato Full-Wets (blau) zur Verfügung.
Die Strecke wurde nach dem letzten Rennen neu asphaltiert.
Es gab im Vergleich zum Vorjahr eine Änderung an einer der beiden DRS-Zonen, die nach 2016 vorgenommene Änderung wurde wieder rückgängig gemacht. Der Messpunkt für die erste Zone befand sich 86 Meter vor der Campsa, die Zone begann 40 Meter nach der Kurve. Der Messpunkt für die zweite DRS-Zone, die sich auf der Start-Ziel-Geraden befand, war die Safety-Car-Linie, aktiviert werden durfte das DRS dann 157 Meter nach der New Holland.
Marcus Ericsson, Kevin Magnussen (jeweils sieben), Sergio Pérez, Max Verstappen (jeweils fünf), Brendon Hartley, Stoffel Vandoorne (jeweils vier), Romain Grosjean, Räikkönen, Vettel (jeweils drei), Pierre Gasly, Nico Hülkenberg, Daniel Ricciardo, Carlos Sainz jr., Sergei Sirotkin (jeweils zwei) und Lance Stroll (einer) gingen mit Strafpunkten ins Rennwochenende.
Mit Räikkönen, Fernando Alonso, Hamilton (jeweils zweimal), Vettel und Verstappen (jeweils einmal) traten fünf ehemalige Sieger zu diesem Grand Prix an.
Rennkommissare waren Sergei David Domingo (ESP), Tim Mayer (USA), Andrew Mallalieu (BAR) und Derek Warwick (GBR).

### Training
Im ersten freien Training fuhr Valtteri Bottas mit einer Rundenzeit von 1:18,148 Minuten die Bestzeit vor Hamilton und Vettel. Robert Kubica bestritt zum ersten Mal seit dem Großen Preis von Abu Dhabi 2010 ein Training zu einem Grand Prix, er ersetzte für diese Session Sirotkin bei Williams.
Hamilton war im zweiten freien Training in 1:18,259 Minuten Schnellster vor Ricciardo und Verstappen.
Im dritten freien Training war Hamilton erneut Schnellster, dieses Mal in 1:17,281 Minuten. Bottas war Zweiter, Vettel Dritter. Das Training wurde wenige Minuten vor dem Ende nach einem Unfall von Hartley abgebrochen.

### Qualifying
Das Qualifying bestand aus drei Teilen mit einer Nettolaufzeit von 45 Minuten. Im ersten Qualifying-Segment (Q1) hatten die Fahrer 18 Minuten Zeit, um sich für das Rennen zu qualifizieren. Alle Fahrer, die im ersten Abschnitt eine Zeit erzielten, die maximal 107 Prozent der schnellsten Rundenzeit betrug, qualifizierten sich für den Grand Prix. Die besten 15 Fahrer erreichten den nächsten Teil. Vettel war Schnellster. Hartley konnte nach seinem Unfall nicht am Qualifying teilnehmen und qualifizierte sich nicht für den Grand Prix. Außer ihm schieden die Williams-Piloten, Ericsson sowie Hülkenberg aus.
Der zweite Abschnitt (Q2) dauerte 15 Minuten. Die schnellsten zehn Piloten qualifizierten sich für den dritten Teil des Qualifyings. Die Ferrari-, Mercedes-, Red-Bull- und Haas-Piloten fuhren ihre schnellste Runde auf der Soft-Mischung, alle übrigen auf Supersoft. Vettel war erneut Schnellster. Die Force-India-Fahrer, Charles Leclerc, Gasly und Vandoorne schieden aus.
Der finale Abschnitt (Q3) ging über eine Zeit von zwölf Minuten, in denen die ersten zehn Startpositionen vergeben wurden. Hamilton fuhr mit einer Rundenzeit von 1:16,173 Minuten die Bestzeit vor Bottas und Vettel. Es war die 74. Pole-Position für Hamilton in der Formel-1-Weltmeisterschaft und die schnellste jemals auf dieser Strecke gefahrene Rundenzeit.
Sirotkin wurde um drei Startplätze nach hinten versetzt, da er beim Rennen in Aserbaidschan eine Kollision verursacht hatte.

### Rennen
Hamilton blieb beim Start in Führung, Vettel ging beim Anbremsen der ersten Kurve auf der Außenseite an Bottas vorbei. In der dritten Kurve beging Magnussen einen Fahrfehler, so dass der unmittelbar hinter ihm liegende Grosjean beim Versuch, eine Kollision zu verhindern, die Kontrolle über sein Fahrzeug verlor und sich drehte. Grosjean versuchte, das Fahrzeug mit Vollgas wieder abzufangen und in die richtige Richtung zu drehen. Wegen der durch die durchdrehenden Hinterreifen verursachten Rauchentwicklung kam es für die dahinterfahrenden Piloten zu Sichtbehinderungen, zudem fuhr der Haas quer über die Strecke. Hülkenberg und Gasly gelang es nicht, auszuweichen, beide schieden mit gebrochener Radaufhängung aus. Auch für Grosjean war das Rennen beendet. Er wurde mit einer Rückversetzung um drei Plätze in der Startaufstellung beim folgenden Rennen bestraft, außerdem erhielt er zwei Strafpunkte.
Die Rennleitung schickte zur Bergung der Fahrzeuge das Safety-Car auf die Strecke. Hamilton führte vor Vettel, Bottas, Räikkönen, Verstappen, Ricciardo, Magnussen, Sainz jr., Leclerc und Ocon.
Das Rennen wurde in der sechsten Runde wieder freigegeben. Vandoorne erhielt eine Fünf-Sekunden-Zeitstrafe, da er in der ersten Runde die Strecke verlassen hatte und in unsicherer Art wieder zurückgefahren war. Hamilton setzte sich an der Spitze ab, Vettel fuhr knapp vor Bottas. Auch dahinter kam es zu keinen Positionskämpfen oder gar -veränderungen.
In der 17. Runde fuhr Vettel als erster Pilot aus der Spitzengruppe an die Box und wechselte auf die Medium-Mischung. Zwei Runden später wechselte Bottas ebenfalls auf Medium und kam unmittelbar hinter Vettel und Magnussen auf die Strecke zurück. In der 25. Runde wurde Räikkönen plötzlich langsamer, fuhr an die Box und gab das Rennen auf. Am Ende der Runde wechselte Hamilton ebenfalls auf Medium, er kam rund zwei Sekunden hinter Verstappen auf die Strecke zurück. Ocon wechselte in Runde 29 auf Medium, er fiel wegen eines Problems mit der Befestigung des linken Hinterreifens ans Ende des Feldes zurück. In den Runden 32 bis 34 wechselten nacheinander Magnussen, Ricciardo und Verstappen auf Medium, damit waren alle Fahrer aus der Spitzengruppe einmal zum Boxenstopp gefahren.
In der 41. Runde stellte Ocon sein Fahrzeug am Streckenrand ab. Die Rennleitung rief eine virtuelle Safety-Car-Phase aus, damit das Fahrzeug geborgen werden konnte. Vettel nutzte diese, um erneut auf Medium zu wechseln. Da es ein Problem beim Reifenwechsel gab, fiel er nicht nur hinter Bottas, sondern auch hinter Verstappen zurück. Kurz darauf fuhr Verstappen auf den zur Überrundung anstehenden Williams von Stroll auf und beschädigte seinen Frontflügel. Er fuhr jedoch nicht an die Box, sondern beendete das Rennen mit dem beschädigten Fahrzeug.
Das Rennen wurde in Runde 43 wieder freigegeben. Kurz darauf überholte Alonso Leclerc und war nun Achter. Vettel gelang es nicht, aus seinen frischen Reifen einen Vorteil zu ziehen und Verstappen trotz der Beschädigung an seinem Fahrzeug unter Druck zu setzen. In der 47. Runde rollte Vandoorne aus und stellte sein Fahrzeug am Streckenrand ab. Es war der erste Ausfall eines McLaren in dieser Saison. Pérez überholte Leclerc in der 59. Runde.
Hamilton gewann das Rennen vor Bottas und Verstappen. Es war der 64. Sieg für Hamilton in der Formel-1-Weltmeisterschaft, davon der zweite der Saison. Außerdem war es der 41. Sieg, den Hamilton von der Pole-Position aus erzielte, er wurde somit zum alleinigen Rekordhalter. Bottas erzielte seine dritte Podestplatzierung der Saison, er wurde dreimal Zweiter. Verstappen stand erstmals seit seinem Sieg beim Großen Preis von Mexiko 2017 auf dem Siegerpodest. Die restlichen Punkteplatzierungen belegten Vettel, Ricciardo, Magnussen, Sainz jr., Alonso, Pérez und Leclerc.
Hamilton vergrößerte seinen Vorsprung in der Gesamtwertung auf Vettel, Bottas war nun Dritter. In der Konstrukteurswertung übernahm Mercedes die Führung vor Ferrari und Red Bull Racing.

## Meldeliste
| Team                             | Nr. | Fahrer            | Chassis                       | Motor                         | Reifen |
| -------------------------------- | --- | ----------------- | ----------------------------- | ----------------------------- | ------ |
| Mercedes AMG Petronas Motorsport | 44  | Lewis Hamilton    | Mercedes-AMG F1 W09 EQ Power+ | Mercedes-AMG F1 M09 EQ Power+ | P      |
| Mercedes AMG Petronas Motorsport | 77  | Valtteri Bottas   | Mercedes-AMG F1 W09 EQ Power+ | Mercedes-AMG F1 M09 EQ Power+ | P      |
| Scuderia Ferrari                 | 05  | Sebastian Vettel  | Ferrari SF71H                 | Ferrari 062 EVO               | P      |
| Scuderia Ferrari                 | 07  | Kimi Räikkönen    | Ferrari SF71H                 | Ferrari 062 EVO               | P      |
| Aston Martin Red Bull Racing     | 03  | Daniel Ricciardo  | Red Bull Racing RB14          | TAG Heuer                     | P      |
| Aston Martin Red Bull Racing     | 33  | Max Verstappen    | Red Bull Racing RB14          | TAG Heuer                     | P      |
| Sahara Force India F1 Team       | 11  | Sergio Pérez      | Force India VJM11             | Mercedes-AMG F1 M09 EQ Power+ | P      |
| Sahara Force India F1 Team       | 31  | Esteban Ocon      | Force India VJM11             | Mercedes-AMG F1 M09 EQ Power+ | P      |
| Williams Martini Racing          | 18  | Lance Stroll      | Williams FW41                 | Mercedes-AMG F1 M09 EQ Power+ | P      |
| Williams Martini Racing          | 35  | Sergei Sirotkin   | Williams FW41                 | Mercedes-AMG F1 M09 EQ Power+ | P      |
| Williams Martini Racing          | 40  | Robert Kubica     | Williams FW41                 | Mercedes-AMG F1 M09 EQ Power+ | P      |
| Renault Sport F1 Team            | 27  | Nico Hülkenberg   | Renault R.S.18                | Renault R.E.18                | P      |
| Renault Sport F1 Team            | 55  | Carlos Sainz jr.  | Renault R.S.18                | Renault R.E.18                | P      |
| Red Bull Toro Rosso Honda        | 28  | Brendon Hartley   | Scuderia Toro Rosso STR13     | Honda RA618H                  | P      |
| Red Bull Toro Rosso Honda        | 10  | Pierre Gasly      | Scuderia Toro Rosso STR13     | Honda RA618H                  | P      |
| Haas F1 Team                     | 08  | Romain Grosjean   | Haas VF-18                    | Ferrari 062 EVO               | P      |
| Haas F1 Team                     | 20  | Kevin Magnussen   | Haas VF-18                    | Ferrari 062 EVO               | P      |
| McLaren F1 Team                  | 14  | Fernando Alonso   | McLaren MCL33                 | Renault R.E.18                | P      |
| McLaren F1 Team                  | 02  | Stoffel Vandoorne | McLaren MCL33                 | Renault R.E.18                | P      |
| Alfa Romeo Sauber F1 Team        | 09  | Marcus Ericsson   | Sauber C37                    | Ferrari 062 EVO               | P      |
| Alfa Romeo Sauber F1 Team        | 16  | Charles Leclerc   | Sauber C37                    | Ferrari 062 EVO               | P      |

Anmerkungen
1. 1 2  Der Williams mit der Startnummer 40 wurde im ersten freien Training für Kubica eingesetzt. Sirotkin übernahm das Fahrzeug anschließend für das restliche Rennwochenende mit seiner Startnummer 35.

## Klassifikationen

### Qualifying
| Pos.                                                                      | Fahrer            | Konstrukteur              | Q1         | Q2       | Q3       | Start |
| ------------------------------------------------------------------------- | ----------------- | ------------------------- | ---------- | -------- | -------- | ----- |
| 01                                                                        | Lewis Hamilton    | Mercedes                  | 1:17,633   | 1:17,166 | 1:16,173 | 01    |
| 02                                                                        | Valtteri Bottas   | Mercedes                  | 1:17,674   | 1:17,111 | 1:16,213 | 02    |
| 03                                                                        | Sebastian Vettel  | Ferrari                   | 1:17,031   | 1:16,802 | 1:16,305 | 03    |
| 04                                                                        | Kimi Räikkönen    | Ferrari                   | 1:17,483   | 1:17,071 | 1:16,612 | 04    |
| 05                                                                        | Max Verstappen    | Red Bull Racing-TAG Heuer | 1:17,411   | 1:17,266 | 1:16,816 | 05    |
| 06                                                                        | Daniel Ricciardo  | Red Bull Racing-TAG Heuer | 1:17,623   | 1:17,638 | 1:16,818 | 06    |
| 07                                                                        | Kevin Magnussen   | Haas-Ferrari              | 1:18,169   | 1:17,618 | 1:17,676 | 07    |
| 08                                                                        | Fernando Alonso   | McLaren-Renault           | 1:18,276   | 1:18,100 | 1:17,721 | 08    |
| 09                                                                        | Carlos Sainz jr.  | Renault                   | 1:18,480   | 1:18,310 | 1:17,790 | 09    |
| 10                                                                        | Romain Grosjean   | Haas-Ferrari              | 1:18,305   | 1:17,699 | 1:17,835 | 10    |
| 11                                                                        | Stoffel Vandoorne | McLaren-Renault           | 1:18,885   | 1:18,347 | –        | 11    |
| 12                                                                        | Esteban Ocon      | Force India-Mercedes      | 1:18,813   | 1:18,696 | –        | 12    |
| 13                                                                        | Charles Leclerc   | Sauber-Ferrari            | 1:18,661   | 1:18,910 | –        | 13    |
| 14                                                                        | Sergio Pérez      | Force India-Mercedes      | 1:18,740   | 1:19,163 | –        | 14    |
| 15                                                                        | Pierre Gasly      | Scuderia Toro Rosso-Honda | 1:18,550   | 1:19,306 | –        | 15    |
| 16                                                                        | Nico Hülkenberg   | Renault                   | 1:18,923   | –        | –        | 16    |
| 17                                                                        | Marcus Ericsson   | Sauber-Ferrari            | 1:19,493   | –        | –        | 17    |
| 18                                                                        | Sergei Sirotkin   | Williams-Mercedes         | 1:19,695   | –        | –        | 19    |
| 19                                                                        | Lance Stroll      | Williams-Mercedes         | 1:20,225   | –        | –        | 18    |
| 107-Prozent-Zeit: 1:22,423 min (bezogen auf Q1-Bestzeit von 1:17,031 min) |                   |                           |            |          |          |       |
| 20                                                                        | Brendon Hartley   | Scuderia Toro Rosso-Honda | keine Zeit | –        | –        | 20    |

Anmerkungen
1. ↑  Sirotkin wurde um drei Startplätze nach hinten versetzt, da er beim Großen Preis von Aserbaidschan eine Kollision verursacht hatte.
2. ↑  Hartley wurde erlaubt zu starten, da er im freien Training ausreichend schnell gefahren war.

### Rennen
| Pos. | Fahrer            | Konstrukteur              | Runden | Stopps | Zeit        | Start | Schnellste Runde |
| ---- | ----------------- | ------------------------- | ------ | ------ | ----------- | ----- | ---------------- |
| 01   | Lewis Hamilton    | Mercedes                  | 66     | 1      | 1:35:29,972 | 01    | 1:19,133 (64.)   |
| 02   | Valtteri Bottas   | Mercedes                  | 66     | 1      | + 20,593    | 02    | 1:19,478 (56.)   |
| 03   | Max Verstappen    | Red Bull Racing-TAG Heuer | 66     | 1      | + 26,873    | 05    | 1:19,422 (62.)   |
| 04   | Sebastian Vettel  | Ferrari                   | 66     | 2      | + 27,584    | 03    | 1:19,128 (61.)   |
| 05   | Daniel Ricciardo  | Red Bull Racing-TAG Heuer | 66     | 1      | + 50,058    | 06    | 1:18,441 (61.)   |
| 06   | Kevin Magnussen   | Haas-Ferrari              | 65     | 1      | + 1 Runde   | 07    | 1:20,246 (64.)   |
| 07   | Carlos Sainz jr.  | Renault                   | 65     | 1      | + 1 Runde   | 09    | 1:21,324 (61.)   |
| 08   | Fernando Alonso   | McLaren-Renault           | 65     | 1      | + 1 Runde   | 08    | 1:20,727 (64.)   |
| 09   | Sergio Pérez      | Force India-Mercedes      | 64     | 2      | + 2 Runden  | 15    | 1:21,128 (43.)   |
| 10   | Charles Leclerc   | Sauber-Ferrari            | 64     | 1      | + 2 Runden  | 14    | 1:22,122 (51.)   |
| 11   | Lance Stroll      | Williams-Mercedes         | 64     | 1      | + 2 Runden  | 18    | 1:22,095 (60.)   |
| 12   | Brendon Hartley   | Scuderia Toro Rosso-Honda | 64     | 2      | + 2 Runden  | 20    | 1:21,439 (63.)   |
| 13   | Marcus Ericsson   | Sauber-Ferrari            | 64     | 1      | + 2 Runden  | 17    | 1:22,487 (50.)   |
| 14   | Sergei Sirotkin   | Williams-Mercedes         | 63     | 3      | + 3 Runden  | 19    | 1:22,680 (57.)   |
| –    | Stoffel Vandoorne | McLaren-Renault           | 45     | 1      | DNF         | 11    | 1:22,594 (38.)   |
| –    | Esteban Ocon      | Force India-Mercedes      | 38     | 1      | DNF         | 13    | 1:22,117 (36.)   |
| –    | Kimi Räikkönen    | Ferrari                   | 25     | 0      | DNF         | 04    | 1:21,531 (23.)   |
| –    | Romain Grosjean   | Haas-Ferrari              | 0      | 0      | DNF         | 10    | –                |
| –    | Pierre Gasly      | Scuderia Toro Rosso-Honda | 0      | 0      | DNF         | 12    | –                |
| –    | Nico Hülkenberg   | Renault                   | 0      | 0      | DNF         | 16    | –                |

## WM-Stände nach dem Rennen
Die ersten zehn des Rennens bekamen 25, 18, 15, 12, 10, 8, 6, 4, 2 bzw. 1 Punkt(e).

### Fahrerwertung
| Pos. | Fahrer           | Konstrukteur              | Punkte |
| ---- | ---------------- | ------------------------- | ------ |
| 01   | Lewis Hamilton   | Mercedes                  | 95     |
| 02   | Sebastian Vettel | Ferrari                   | 78     |
| 03   | Valtteri Bottas  | Mercedes                  | 58     |
| 04   | Kimi Räikkönen   | Ferrari                   | 48     |
| 05   | Daniel Ricciardo | Red Bull Racing-TAG Heuer | 47     |
| 06   | Max Verstappen   | Red Bull Racing-TAG Heuer | 33     |
| 07   | Fernando Alonso  | McLaren-Renault           | 32     |
| 08   | Nico Hülkenberg  | Renault                   | 22     |
| 09   | Kevin Magnussen  | Haas-Ferrari              | 19     |
| 10   | Carlos Sainz jr. | Renault                   | 19     |

| Pos. | Fahrer            | Konstrukteur              | Punkte |
| ---- | ----------------- | ------------------------- | ------ |
| 11   | Sergio Pérez      | Force India-Mercedes      | 17     |
| 12   | Pierre Gasly      | Scuderia Toro Rosso-Honda | 12     |
| 13   | Charles Leclerc   | Sauber-Ferrari            | 9      |
| 14   | Stoffel Vandoorne | McLaren-Renault           | 8      |
| 15   | Lance Stroll      | Williams-Mercedes         | 4      |
| 16   | Marcus Ericsson   | Sauber-Ferrari            | 2      |
| 17   | Esteban Ocon      | Force India-Mercedes      | 1      |
| 18   | Brendon Hartley   | Scuderia Toro Rosso-Honda | 1      |
| 19   | Romain Grosjean   | Haas-Ferrari              | 0      |
| 20   | Sergei Sirotkin   | Williams-Mercedes         | 0      |

### Konstrukteurswertung
| Pos. | Konstrukteur              | Punkte |
| ---- | ------------------------- | ------ |
| 1    | Mercedes                  | 153    |
| 2    | Ferrari                   | 126    |
| 3    | Red Bull Racing-TAG Heuer | 80     |
| 4    | Renault                   | 41     |
| 5    | McLaren-Renault           | 40     |

| Pos. | Konstrukteur              | Punkte |
| ---- | ------------------------- | ------ |
| 06   | Haas-Ferrari              | 19     |
| 07   | Force India-Mercedes      | 18     |
| 08   | Scuderia Toro Rosso-Honda | 13     |
| 09   | Sauber-Ferrari            | 11     |
| 10   | Williams-Mercedes         | 4      |